# Lijst van voetbalinterlands Bahrein - Cyprus (vrouwen)
Deze lijst van voetbalinterlands is een overzicht van alle officiële voetbalinterlands tussen de nationale vrouwenteams van Bahrein en Cyprus. De landen hebben tot nu toe twee keer tegen elkaar gespeeld.

## Wedstrijden
| № | Plaats      | Datum         | Competitie        | Wedstrijd        | Uitslag |
| - | ----------- | ------------- | ----------------- | ---------------- | ------- |
| 1 | Paphos      | 12 maart 2015 | Vriendschappelijk | Cyprus − Bahrein | 1 − 0   |
| 2 | Parekklisia | 15 maart 2017 | Vriendschappelijk | Cyprus − Bahrein | 7 − 1   |

## Samenvatting
| Competitie        | Totaal gespeeld | Winst Bahrein | Gelijk | Winst Cyprus | Doelsaldo Bahrein – Cyprus |
| ----------------- | --------------- | ------------- | ------ | ------------ | -------------------------- |
| Vriendschappelijk | 2               | 0             | 0      | 2            | 1 − 8                      |
| Totaal            | 2               | 0             | 0      | 2            | 1 − 8                      |

BFA · A-internationals · Bahreins mannenelftal
2005 – 2009 · 2010 – 2019 · 2020 – 2029
Azerbeidzjan ·
Cyprus ·
Estland ·
Filipijnen ·
Hongkong ·
India ·
Indonesië ·
Irak ·
Iran ·
Jordanië ·
Kirgizië ·
Laos ·
Libanon ·
Litouwen ·
Malediven ·
Malta ·
Pakistan ·
Palestina ·
Qatar ·
Sri Lanka ·
Syrië ·
Tadzjikistan ·
Taiwan ·
Verenigde Arabische Emiraten ·
Vietnam